# Meisenheim

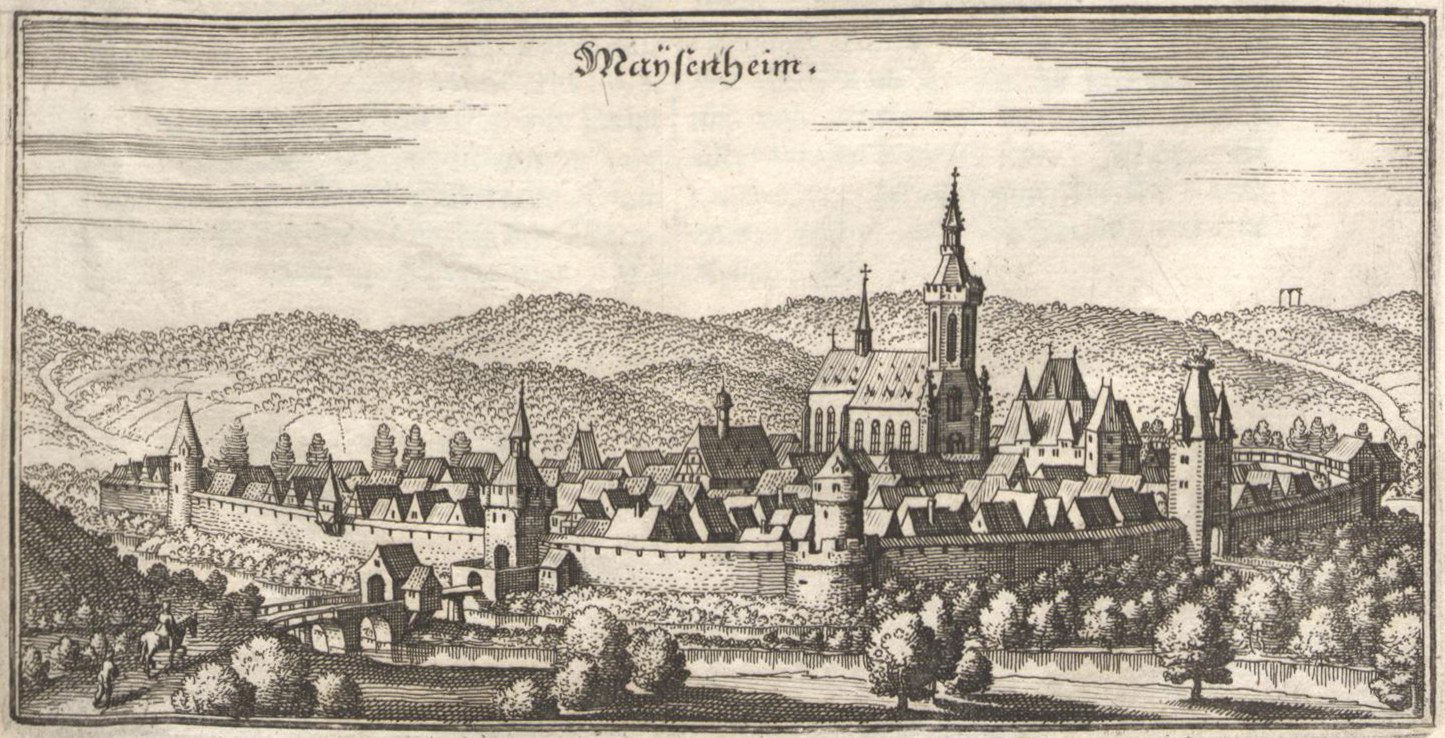
Meisenheim im 17. Jahrhundert. (Matthäus Merian)

Meisenheim ist eine Stadt und gehört der Verbandsgemeinde Nahe-Glan im Landkreis Bad Kreuznach (Rheinland-Pfalz) an. Die Stadt ist Sitz einer zusätzlichen Verwaltungsstelle der Verbandsgemeinde. Meisenheim ist ein staatlich anerkannter Erholungsort und gemäß Landesplanung als Mittelzentrum ausgewiesen.

## Geografie
Meisenheim liegt im Tal des Flusses Glan am nördlichen Rand des Nordpfälzer Berglandes.
Zu Meisenheim gehören auch die Wohnplätze Hof Wieseck, Keddarterhof und Röther Hof.

## Geschichte
Erste Siedlungsspuren in der Gegend von Meisenheim gibt es aus dem 8. Jahrhundert v. Chr. (Keramikgefäße-Scherben); aus dem ersten Jahrhundert v. Chr. stammt ein Münzfund. Von den Römern her rühren Grabfunde und Reste einer Töpferwerkstatt. Vom Anfang des 7. Jahrhunderts n. Chr. stammen Spuren eines fränkischen Reihengräber-Friedhofs. Die bestehende Siedlung erhielt vermutlich in dieser Zeit den Namen von dem hypothetischen fränkischen Gründer Meiso.
Um 1127 teilten die Söhne des Nahegau-Grafen Emich I. den väterlichen Besitz. Der jüngere Sohn Gerlach erhielt neben der Burg Veldenz, nach der sich seine Familie nannte, auch die Gegend um Meisenheim. Urkundlich wird Meisenheim zuerst 1154 erwähnt. Die Grafen von Veldenz machten Meisenheim zu ihrem Hauptsitz und errichteten eine Burg, deren Spuren unter den späteren Bauten auf dem Schlossplatz verschwunden sind. Graf Georg I. von Veldenz erhielt 1315 von König Ludwig IV. dem Bayern Stadtrechte nach Oppenheimer Vorbild für seine Residenzstadt. Graf Georg I. holte 1321 die Johanniter nach Meisenheim und betraute sie mit der Seelsorge in der Schlosskirche. Die Ordensleute errichteten für ihre Kommende das „Gelbe Haus“ unterhalb der Kirche und Anfang des 15. Jahrhunderts ein Spital (1416 erstmals erwähnt). Auch das Kloster Otterberg war im Ort begütert.
Der letzte Graf von Veldenz, Friedrich III., blieb ohne Söhne; seine Tochter Anna heiratete 1409 Pfalzgraf Stefan, den zweitjüngsten Sohn des Königs Ruprechts von der Pfalz aus dem Hause Wittelsbach. Durch die Zusammenfügung seines Erbes (hauptsächlich der Grafschaft Zweibrücken) mit Annas Veldenzer Erbe entstand das Herzogtum Pfalz-Zweibrücken, das bis zum Einmarsch französischer Revolutionstruppen 1794 bestand und von Herrschern aus dem Hause Wittelsbach regiert wurde. Wenn auch die Regierung bald nach Zweibrücken verlegt wurde, blieb Meisenheim als Sitz eines Oberamts dennoch ein zentraler Ort. In die Wittelsbacher Zeit fällt der Neubau der Schlosskirche (1504 geweiht), der Ausbau des Schlosses zu einem dreiflügeligen Komplex, von dem noch der östliche Flügel („Magdalenenbau“ von 1614, heute „Herzog-Wolfgang-Haus“) und Teile der Grundmauern des Südflügels („Steinerner Stock“, 1734 abgebrannt) erhalten sind.
Die Reformation wurde in Pfalz-Zweibrücken relativ früh eingeführt; 1526 war der erste evangelische Gottesdienst in der Schlosskirche. Die Johanniter-Brüder traten zum neuen Bekenntnis über; die Kommende wurde 1532 aufgelöst. Herzog Wolfgang von Pfalz-Zweibrücken förderte die lutherische Lehre durch den Erlass einer Kirchenordnung (1557) und die Gründung der Lateinschule (1558). Von 1538 bis 1571 unterhielt er mit einer zwischenzeitlichen Unterbrechung in Meisenheim eine Münzprägestätte, die anschließend nach Bergzabern verlegt wurde. Die in der Meisenheimer Zeit geprägten Doppeltaler, Taler und Halbtaler gehören zu den qualitätvollsten Münzerzeugnissen Pfalz-Zweibrückens. Wolfgangs Sohn Johann I. führte unter dem Einfluss seines Verwandten, des Pfälzer Kurfürsten Friedrich IV., das reformierte Bekenntnis ein.
Im Dreißigjährigen Krieg wurde Meisenheim 1620/21 durch spanische Truppen unter Spinola und 1635 durch kaiserliche unter Gallas besetzt. Zerstörungen erlitt die Stadt nicht, aber trotzdem kam durch Hungersnot und eine Pestepidemie mindestens die Hälfte der Einwohner ums Leben.
Frankreich leitete aus im Westfälischen Frieden erworbenen Gebieten wie den lothringischen Bistümern Metz, Toul und Verdun (Trois-Évêchés) in den „Réunionen“ von 1679 bis 1684 und im folgenden Pfälzer Erbfolgekrieg (1688–1697) Ansprüche auf linksrheinische Gebiete ab, die früher einmal mit den neu erworbenen Gebieten verbunden waren. Darunter fielen auch große Teile des Herzogtums Pfalz-Zweibrücken mit Meisenheim, die Ludwig XIV. für seine Herrschaft beanspruchte. Da von 1681 bis 1718 die Könige Karl XI. und Karl XII. von Schweden aus der Linie Pfalz-Kleeburg zugleich Herzöge von Pfalz-Zweibrücken waren (das sie aber nie betreten haben), musste die französische Besatzung allerdings vorsichtig agieren. 1689 bewahrte Pfalzgräfin Charlotte Friederike, die spätere Administratorin des Herzogtums, durch Verhandlungen mit dem französischen General Boufflers Meisenheim vor einer ähnlichen Zerstörung wie viele Orte der Umgebung. Mit dem Frieden von Rijswijk (1697) endete die französische Herrschaft. 1734 richteten französische Truppen auf dem Rückzug aus dem Polnischen Thronfolgekrieg im „Steinernen Stock“ des Meisenheimer Schlosses ein Lazarett für ihre an Cholera erkrankten Soldaten ein, durch Unachtsamkeit in der Lazarettküche brannte der Bau nieder.
Während des Ersten Koalitionskriegs wurde das Linke Rheinufer und damit auch Meisenheim 1794 von französischen Revolutionstruppen besetzt. Von 1798 an war die Region der Französischen Republik bzw. von 1804 bis 1814 dem Napoleonischen Kaiserreich angegliedert. Meisenheim wurde 1798 Verwaltungssitz (chef-lieu) des Kantons Meisenheim im Arrondissement Birkenfeld des Saardepartements; da der Glan die Verwaltungsgrenze wurde, verlor Meisenheim seine Gebiete östlich des Flusses, die zum Donnersbergdepartement kamen.
Der Wiener Kongress hob die Glangrenze nicht auf, sondern schlug Meisenheim und Umgebung der ca. 110 km entfernten kleinen Landgrafschaft Hessen-Homburg zu. Meisenheim, von 1816 an Verwaltungssitz des Oberamts Meisenheim und einer Oberschultheißerei, war damit in allen Himmelsrichtungen von Zollgrenzen umgeben (nach NW Fürstentum Birkenfeld [zu Oldenburg], nach NO Preußen, nach SO Bayern, nach SW Fürstentum Lichtenberg [zu Sachsen-Coburg]). Durch Teilnahme am Hambacher Fest (1832) und an der Revolution von 1848/49 versuchten sich die Meisenheimer aus ihrer politisch und wirtschaftlich beengten Lage zu befreien, die Besetzung Meisenheims durch preußische Truppen 1849 beendete diese Bestrebungen. 1866 erbte das Großherzogtum Hessen (Hessen-Darmstadt) die gesamte Landgrafschaft Hessen-Homburg – aber nach dem verlorenen Krieg im selben Jahr fiel Hessen-Homburg jedoch an Preußen. Das Oberamt Meisenheim bildete einen Kreis im Regierungsbezirk Koblenz der preußischen Rheinprovinz. Die wirtschaftliche Belebung durch die Gründung des Deutschen Kaiserreichs 1871 (Entstehung eines Gewerbegebiets nördlich der Stadt) wurde dadurch gebremst, dass die Eisenbahnstrecke durch das Glantal erst 1896 eröffnet wurde.
Nach dem Ersten Weltkrieg gehörte Meisenheim gemäß den Bestimmungen des Versailler Vertrags zur „Zone 3“, die bis 1935 französisch besetzt bleiben sollte. Nach dem Scheitern separatistischer Versuche zur Bildung einer „Rheinischen Republik“ und nach der Entspannung des deutsch-französischen Verhältnisses durch den Vertrag von Locarno (1925) endete die Besatzung vorzeitig schon 1930. 1932 wurde der Kreis Meisenheim im Zuge der Brüningschen Sparpolitik aufgelöst und dem Kreis Kreuznach angegliedert.
Dem Nationalsozialismus hat die Stadt wenig Widerstand entgegengesetzt. „Judenboykott“, Bücherverbrennung, Novemberpogrome 1938 fanden hier wie überall in Deutschland statt. Gegen Ende des Zweiten Weltkriegs gab es insgesamt drei Bombenangriffe, die der Eisenbahnlinie galten. Am 19. März 1945 wurde Meisenheim kampflos durch US-Truppen besetzt.
Nach dem Zweiten Weltkrieg gehörte Meisenheim zur französischen Besatzungszone. Durch die Bildung des Landes Rheinland-Pfalz 1946 wurde die Stadt auch wieder mit den ehemals bayerischen Gebieten vereinigt. Seit der Gründung der Bundesrepublik wuchs die Stadt in westlicher (Wohnbebauung und Gewerbe), nördlicher (Gewerbegebiet und Schulen) und östlicher Richtung (Wohnbebauung, Bodelschwingh-Zentrum der Diakonie, Gesundheitszentrum auf dem Liebfrauenberg) über ihr Weichbild hinaus.

### Einwohnerentwicklung
| Meisenheim: Einwohnerzahlen von 2012 bis 2024 | Meisenheim: Einwohnerzahlen von 2012 bis 2024 | Meisenheim: Einwohnerzahlen von 2012 bis 2024 | Meisenheim: Einwohnerzahlen von 2012 bis 2024 | Meisenheim: Einwohnerzahlen von 2012 bis 2024 |
| --------------------------------------------- | --------------------------------------------- | --------------------------------------------- | --------------------------------------------- | --------------------------------------------- |
| Jahr                                          |                                               |                                               |                                               | Einwohner                                     |
| 2012                                          | 2012                                          |                                               | 2.833                                         | 2.833                                         |
| 2015                                          | 2015                                          |                                               | 2.927                                         | 2.927                                         |
| 2020                                          | 2020                                          |                                               | 2.789                                         | 2.789                                         |
| 2024                                          | 2024                                          |                                               | 2.910                                         | 2.910                                         |
| Quelle(n): statistik.rlp.de                   |                                               |                                               |                                               |                                               |

## Religion
57 % der Einwohner sind evangelisch, 20 % katholisch. Die evangelische Schlosskirchengemeinde gehört zur Evangelischen Kirche im Rheinland; die katholische Kirche St. Antonius von Padua gehört zur Pfarreiengemeinschaft Bad Sobernheim, Bistum Trier. Entsprechend den früheren Landesgrenzen liegt Meisenheim an der südöstlichen Grenze der Landeskirche wie des Bistums.

## Politik

### Stadtrat
Der Stadtrat in Meisenheim besteht aus 20 Ratsmitgliedern und dem Vorsitzenden.
Die Sitze verteilen sich wie folgt: SPD 3, CDU 3, GRÜNE 2, FDP 3, Freie Liste Meisenheim 9.
Vorherige Sitzverteilungen:
| Wahl | SPD | CDU | FDP | GRÜNE | WGH | Gesamt   |
| 2019 | 4   | 3   | 3   | 3     | 7   | 20 Sitze |
| 2014 | 5   | 4   | 3   | 2     | 6   | 20 Sitze |
| 2009 | 4   | 4   | 2   | 3     | 7   | 20 Sitze |
| 2004 | 5   | 5   | –   | 3     | 7   | 20 Sitze |

- WGH = Wählergruppe Heil

### Bürgermeister
Reinhold Rabung wurde am 27. August 2024 vom Stadtrat zum neuen Stadtbürgermeister gewählt.
Der Vorgänger war Gerhard Heil. Bei der Kommunalwahl am 26. Mai 2019 wurde er in seinem Amt bestätigt. Für die Bürgermeisterwahl am 9. Juni 2024 gab es keine Bewerbungen. Daher erfolgte die Wahl durch den Stadtrat.

### Wappen
Das Wappen Meisenheims hat folgende Elemente:
- Einen blauen, rotbewehrten Löwen auf Silber (entlehnt dem Wappen der Grafen von Veldenz)
- Eine Meise auf Rot (Symbol für die historisch unrichtige Ableitung des Namens „Meisenheim“ von „Meise“)

## Kultur und Sehenswürdigkeiten

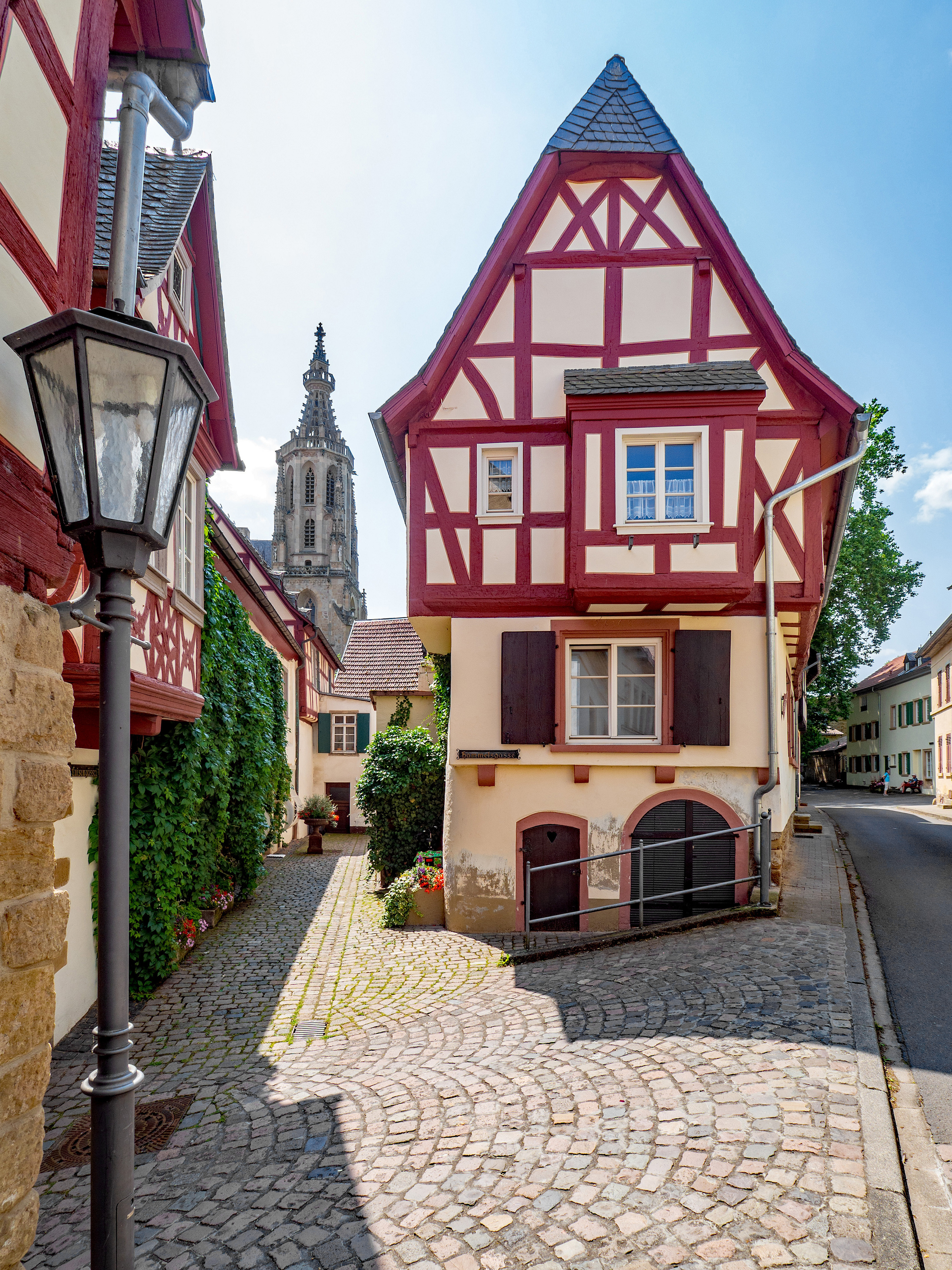
Ritterherberge in der Altstadt

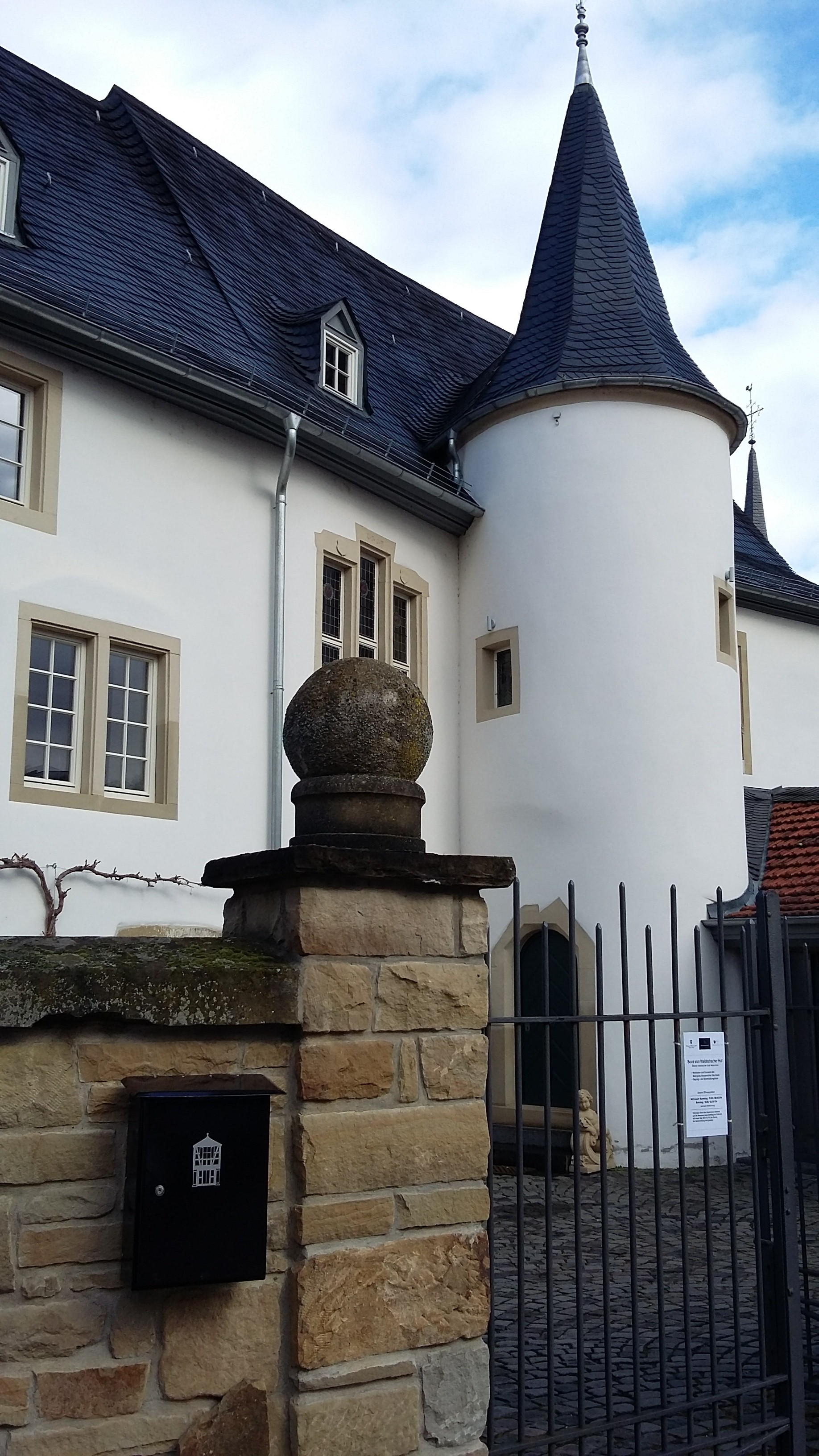
Boos von Waldeckscher Hof

### Sehenswürdigkeiten
Die Altstadt von Meisenheim am Glan ist die einzige in dieser Gegend, die eine nicht durch Krieg, Brand und Zerstörung unterbrochene kontinuierliche Entwicklung seit dem 14. Jahrhundert aufzuweisen hat. Sie besitzt einen stellenweise gut erhaltenen Mauerring mit einem noch erhaltenen Stadttor, dem Untertor, das Rathaus von 1517, zahlreiche Adelshöfe und Bürgerbauten sowie eine mittelalterliche Fuhrwerkswaage.
Der älteste Adelshof der Stadt, der Boos von Waldecksche Hof, wurde vor 1400 erbaut. Das Gebäude ist heute durch ein Veranstaltungshaus und eine Hofbrennerei belebt und kann besichtigt werden.
Von dem Meisenheimer Schloss der Veldenzer Grafen und Zweibrücker Herzöge, das im 15. Jahrhundert großzügig erneuert worden war, ist nach einem Brand im 18. und einem Abriss im 19. Jahrhundert als größeres Gebäude nur noch der Magdalenenbau übrig, der 1614 als Residenz der zweibrückischen Herzogswitwe Magdalena erbaut und im 19. Jahrhundert durch die Landgrafen von Hessen-Homburg wesentlich umgestaltet wurde. Er wird heute von der evangelischen Kirche genutzt und trägt daher nach dem Herzog, der die Reformation wesentlich begünstigte, auch den Namen Herzog-Wolfgang-Haus.
Die evangelische Schlosskirche, eine dreischiffige Hallenkirche, wurde zwischen 1479 und 1504 errichtet. Sie stand zu ihrer Erbauungszeit direkt neben dem Schloss und war Hofkirche, Stadtpfarrkirche und Kirche der Johanniterkomturei. Ihr spätgotischer Westturm ist durch reiche Steinmetzarbeit gestaltet. In der Grabkapelle sind die 44 (meist im Stil der Renaissance ausgeführten) Grabmäler des Hauses Pfalz-Zweibrücken und das reiche gotische Rippengewölbe Zeugnisse einer hochentwickelten Bildhauerkunst; oft gelobt wird auch die hölzerne Rokoko-Kanzel. Die 1993/94 restaurierte Orgel auf der Westempore mit ihrem barocken Prospekt wurde 1767 von den namhaften Gebrüdern Stumm gefertigt und war mit ihren 29 Registern, 2 Manualen und Pedal zu dieser Zeit schon eines der opulentesten mittelrheinischen Orgelwerke. Heute ist sie neben der Orgel der Augustinerkirche in Mainz das größte erhaltene Instrument dieser Hunsrücker Orgelbaufamilie.
Die barocke katholische Kirche St. Antonius von Padua zeigt eine sehr schöne Innenausstattung, die in Teilen von dem früheren polnischen König Stanislaus I. Leszczyński gestiftet wurde, der während seines Exils zeitweise hier lebte. Die ehemalige Synagoge ist heute ein Haus der Begegnung. Sie wurde im 19. Jahrhundert in historistischen Formen gebaut; zum ursprünglichen Erscheinungsbild zählten zwei kleinere Türme auf der Giebelseite, die sich an den hervortretenden seitlichen Abschnitten der Fassade noch erahnen lassen. Der jüdische Friedhof befindet sich im sogenannten „Bauwald“, östlich der Straße von Meisenheim nach Rehborn.
An der im Jahr 2007 unter heftigen Kontroversen völlig erneuerten Lindenallee liegt die stattliche, 1908 eingeweihte alte Volksschule, die nach 90-jähriger schulischer Nutzung zwischendurch als „Erlebnishotel“ genutzt wurde und aktuell u. a. als Gründungszentrum für Startups eines lokal angesiedelten Wirtschaftsunternehmens genutzt ist.
Siehe auch: Liste der Kulturdenkmäler in Meisenheim

### Regelmäßige Feste und Märkte
- Mai’n Sonntag (verkaufsoffen) (jährlich am 3. Maisonntag)
- Wasserfest (Fest der Freiwilligen Feuerwehr)
- Mantelsonntag (verkaufsoffen) (jährlich am 3. Oktobersonntag)
- Weihnachtsmarkt (mit Handwerkspräsentation im Rathaus)
- Heimbacher Brunnenfest, im Volksmund kurz „Heimbach“ genannt, am ersten Juliwochenende. Das Fest wird seit 1837 zu Ehren eines Brunnens gefeiert, der die Form eines Obelisken hat und im Jahr 1835 auf der einzigen Quelle der früheren Gemeinde „Heimbach“ errichtet wurde. Zur 175. Heimbach gab es am Sonntag, 4. Juli 2010, einen historischen Festumzug.

## Wirtschaft und Infrastruktur

### Wirtschaft
Das Unternehmen Bito-Lagertechnik hat den Sitz der Hauptverwaltung sowie die Produktionsstätte für Regalsysteme in Meisenheim und beschäftigt weltweit über 950 Mitarbeiter.

### Eisenbahn
Die Stadt erhielt 1896 durch Eröffnung der als unmittelbare Fortsetzung der Lautertalbahn gebauten Strecke Lauterecken–Odernheim Anschluss an das Eisenbahnnetz. Dieses Teilstück ging 1904 in der in dem Jahr vollständig eröffneten Glantalbahn auf. Der Meisenheimer Bahnhof hatte durchaus Bedeutung für die ansässige Industrie. 1986 wurde der Personenverkehr zwischen Lauterecken-Grumbach und Staudernheim jedoch eingestellt. Heute wird der frühere Bahnhof nur noch von den zu einem touristischen Magneten gewordenen Erlebnis-Draisinenfahrten zwischen Staudernheim und Altenglan als Haltepunkt genutzt.

### Schulen
Meisenheim hat drei Schulen:
- Die Astrid-Lindgren-Grundschule;
- Die Realschule plus in integrativer Form;
- Das 1948 gegründete und ab 1953 weitläufig angelegte Paul-Schneider-Gymnasium, errichtet in der Nachfolge des alten, am nicht mehr vorhandenen Obertor gelegenen städtischen Progymnasiums, der „Lateinschule“. Bis einschließlich 2015 war der Schule ein Internat angeschlossen.

### Gesundheitswesen
Die Glantal-Klinik Meisenheim verfügte über zwei Krankenhäuser.
Das Haus „Hinter der Hofstadt“ deckte den Bedarf Chirurgie, Inneres und ambulante Allgemeinmedizin ab. Die auf dem Liebfrauenberg gelegene „Glantal-Klinik“ war Zentrum für Akutneurologie, Neurologische Rehabilitation, Chirurgie und Unfallchirurgie, Innere Medizin und Therapie von Kommunikationsstörungen. 2015 eröffnete das Gesundheitszentrum Glantal auf dem Liebfrauenberg, welches nun beide ehemaligen Kliniken vereint. Der Klinik ist ein Sprachheilzentrum angeschlossen. Das Haus „Hinter der Hofstadt“ wird seit Ende 2015 als Zweigstelle der Erstaufnahmeeinrichtung Ingelheim für Asylbegehrende verwendet.

## Persönlichkeiten
siehe Liste Meisenheimer Persönlichkeiten

Persönlichkeiten
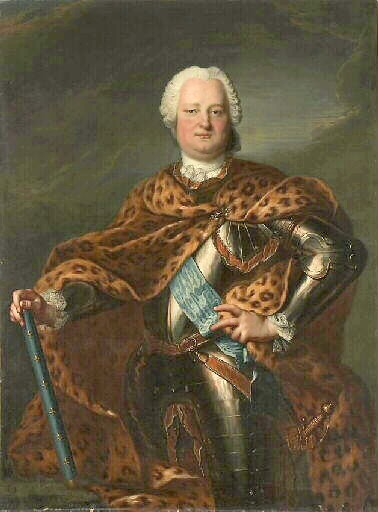
Stanislaus I. Leszczyński zwischen 1714 und 1718 öfters in Meisenheim
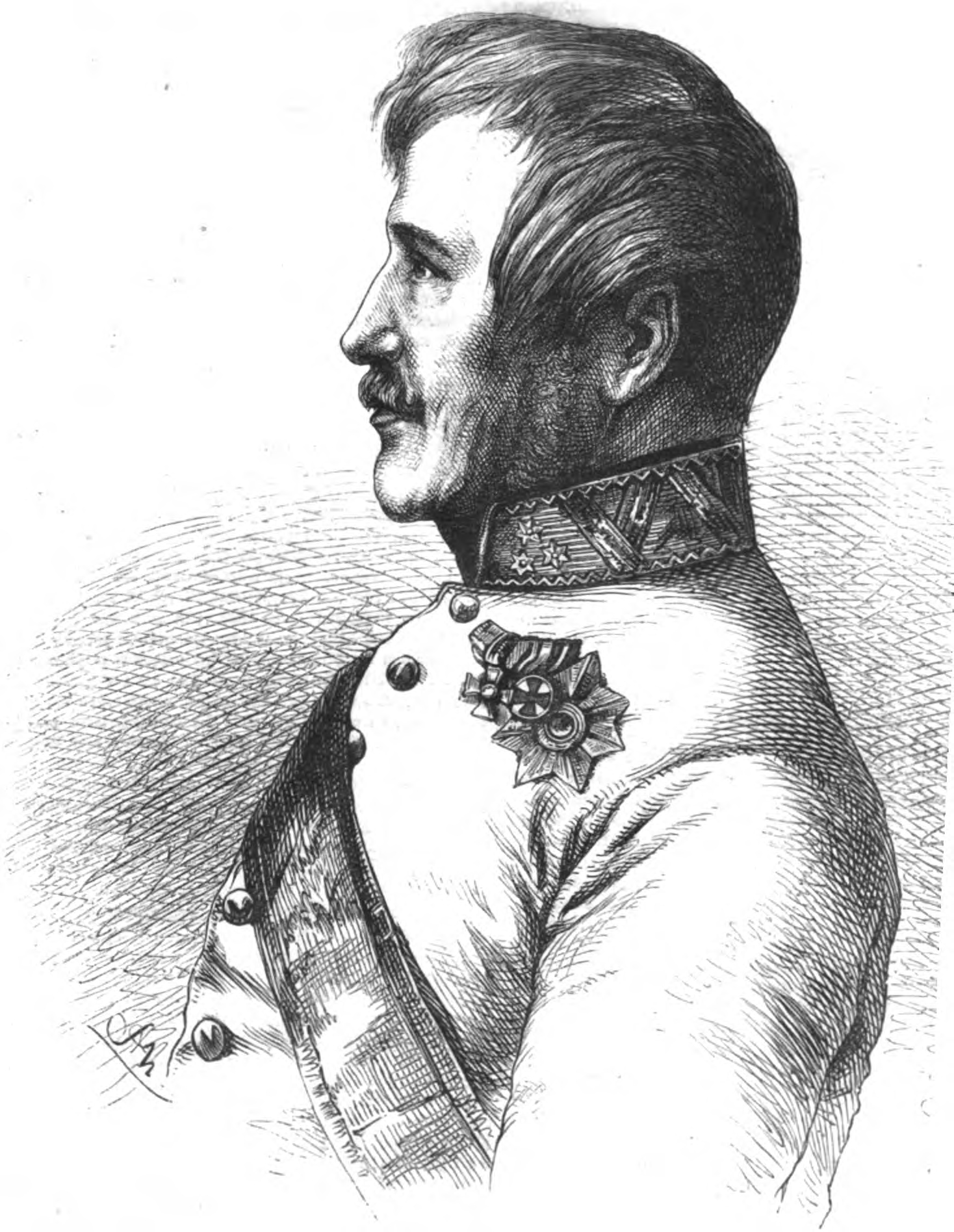
letzter Landgraf Ferdinand von Hessen-Homburg † 1866
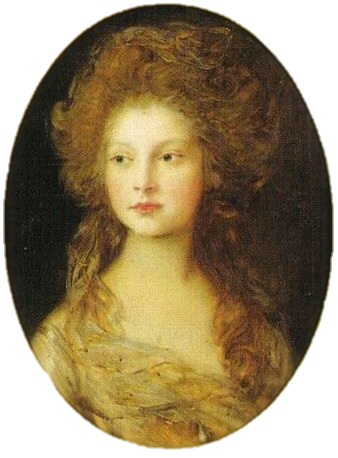
Elisabeth Landgräfin von Hessen-Homburg (1770–1840), Bauherrin des Magdalenenbaus
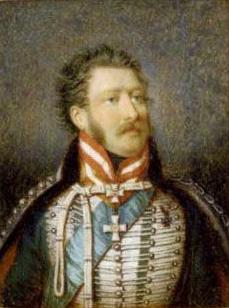
Friedrich VI. Landgraf von Hessen-Homburg (1769–1829), Bauherr des Magdalenenbaus
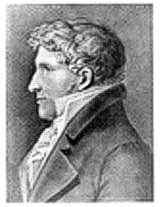
Georg Moller (1784–1852), Architekt und Stadtplaner, u. a. des Magdalenenbaus

## Bilder

Ortsansichten
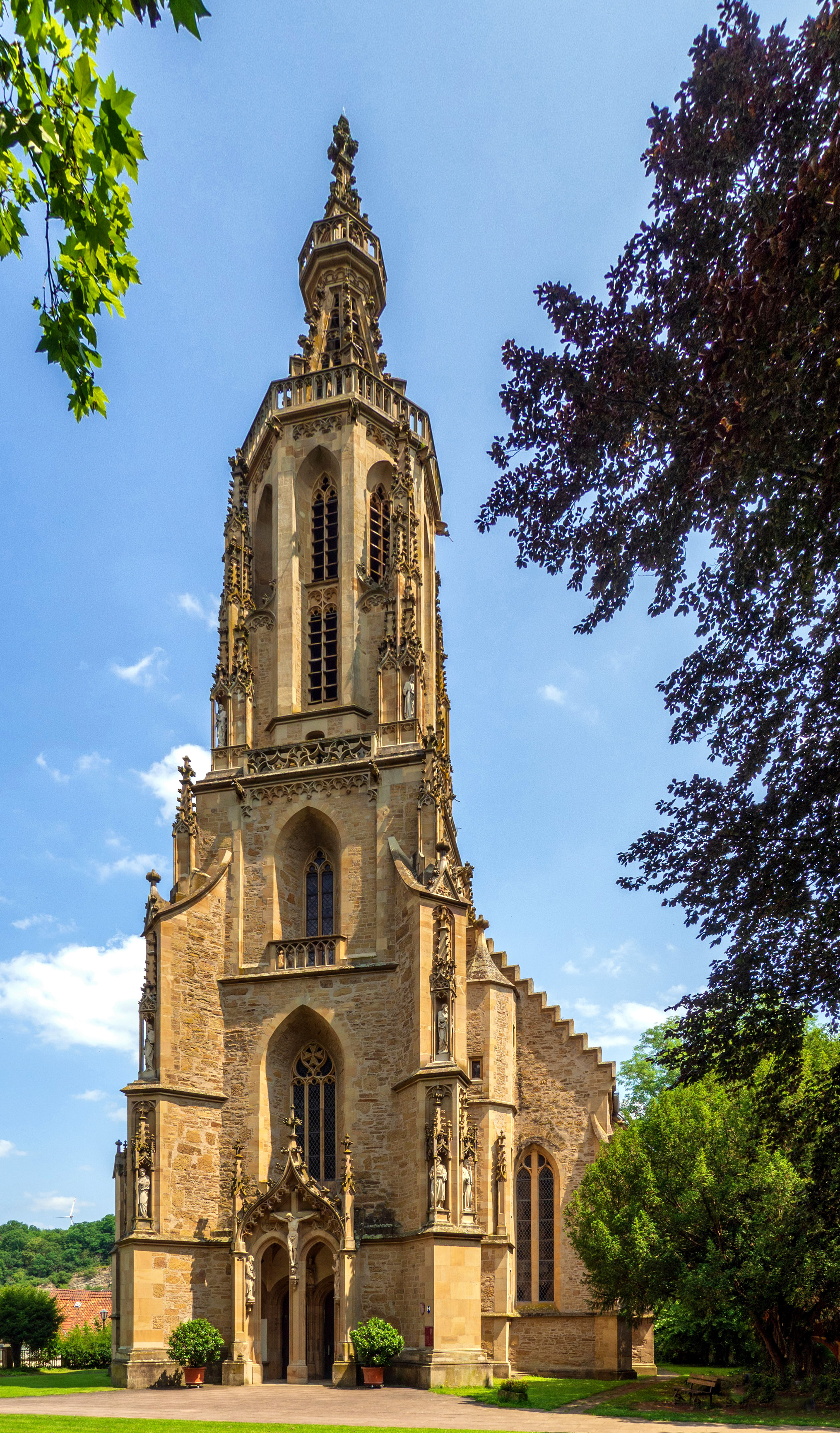
Schlosskirche
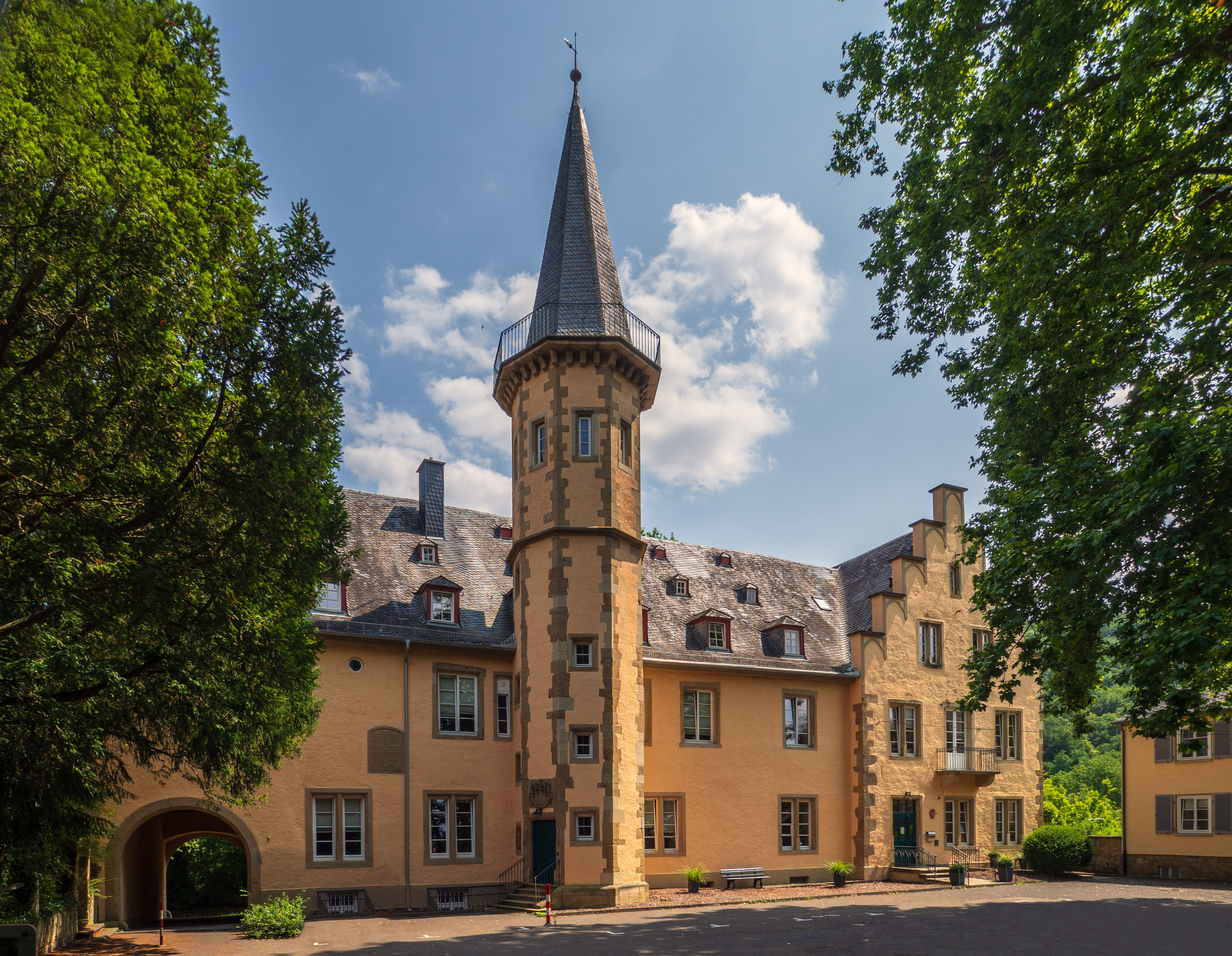
Das Herzog-Wolfgang-Haus, Überrest von Schloss Meisenheim
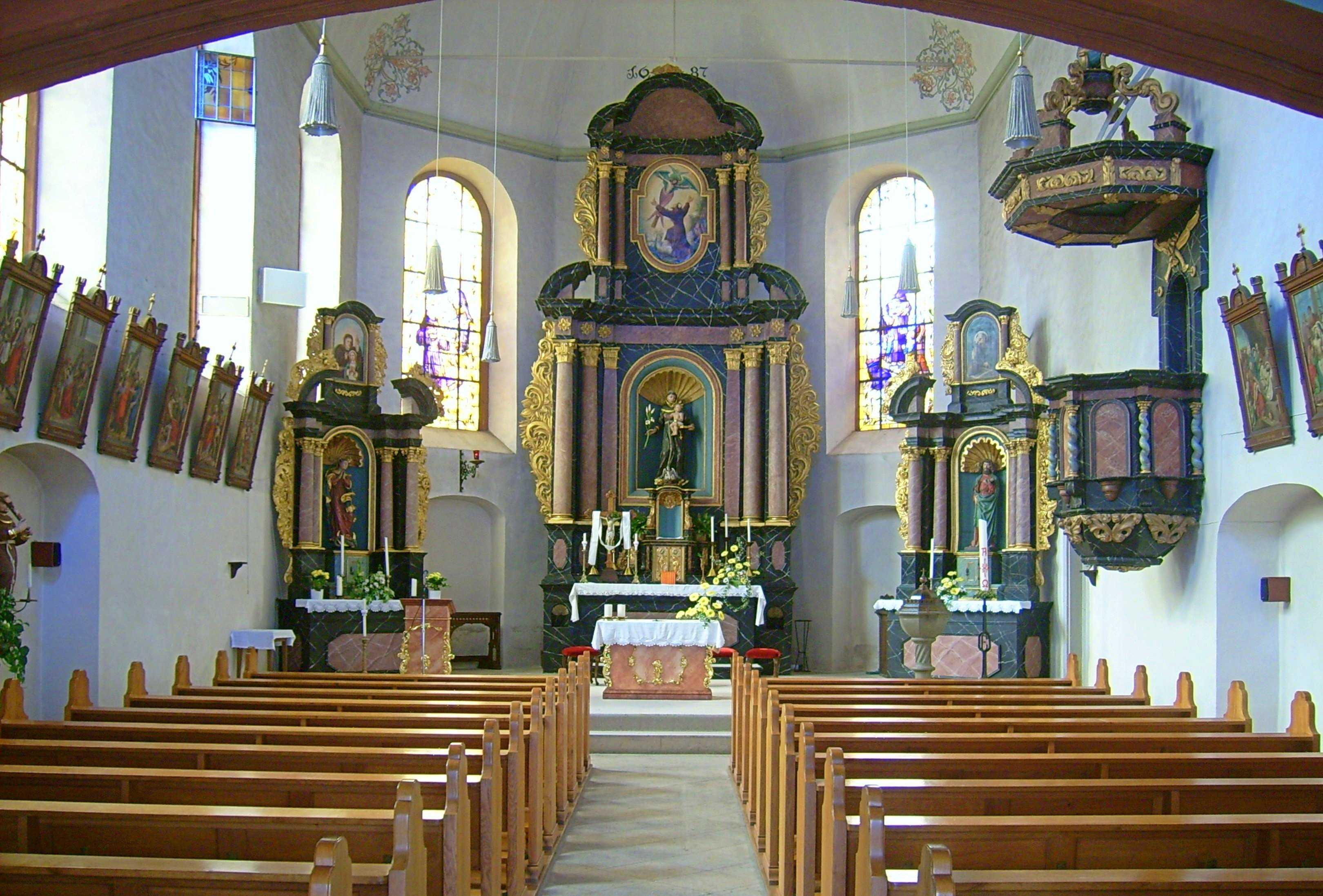
Katholische Kirche St. Antonius von Padua
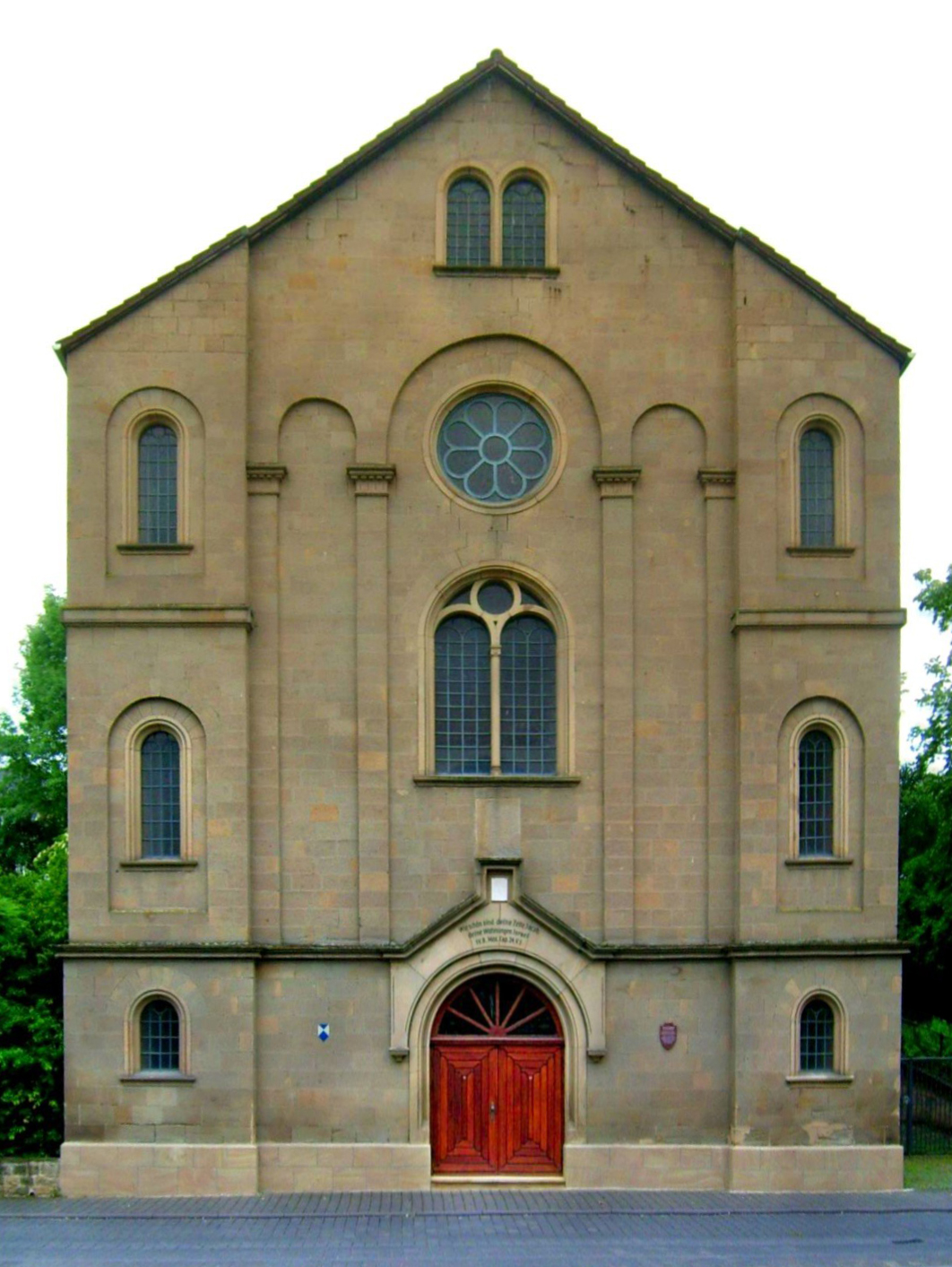
Ehemalige Synagoge
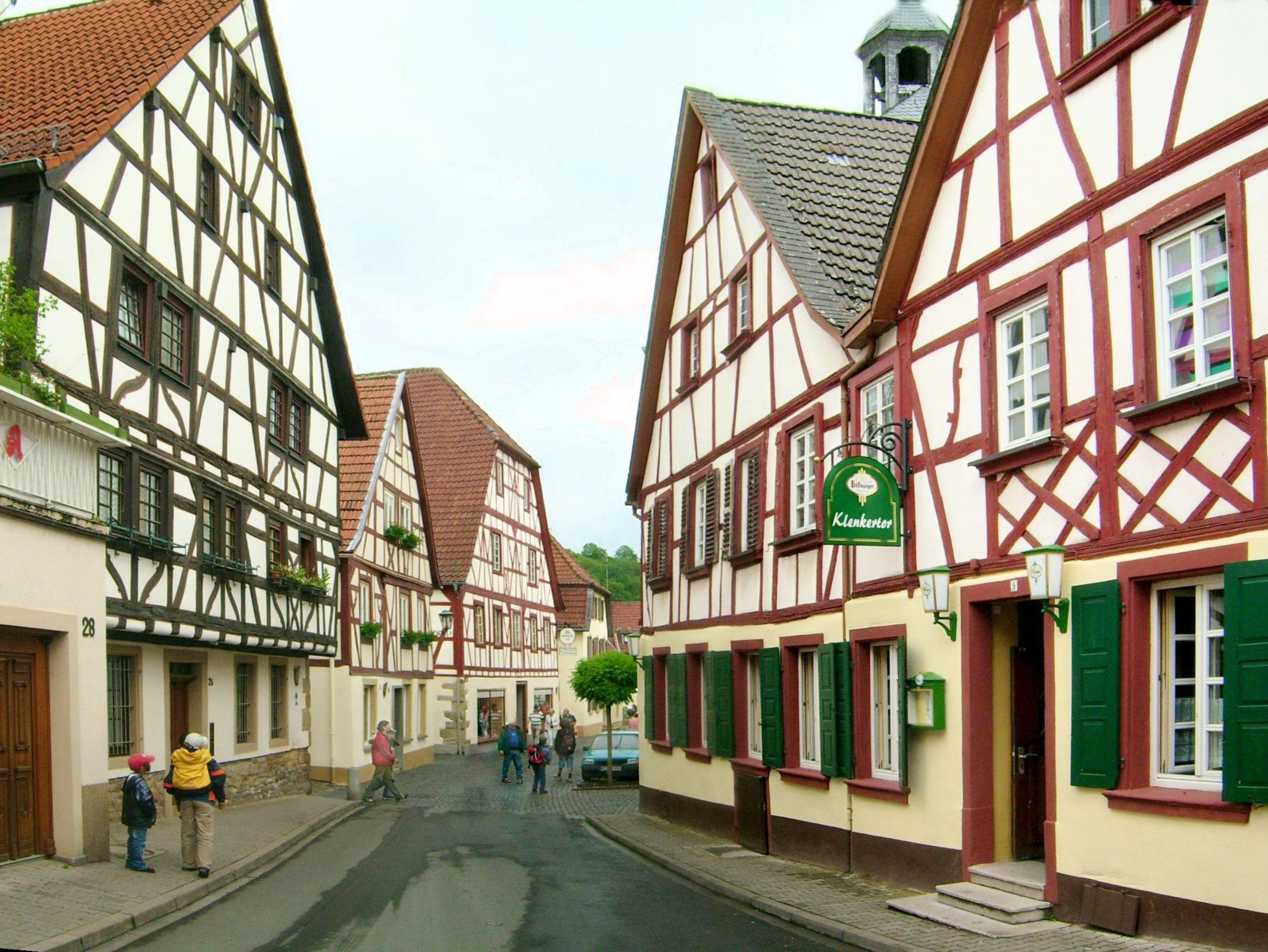
Fachwerkhäuser
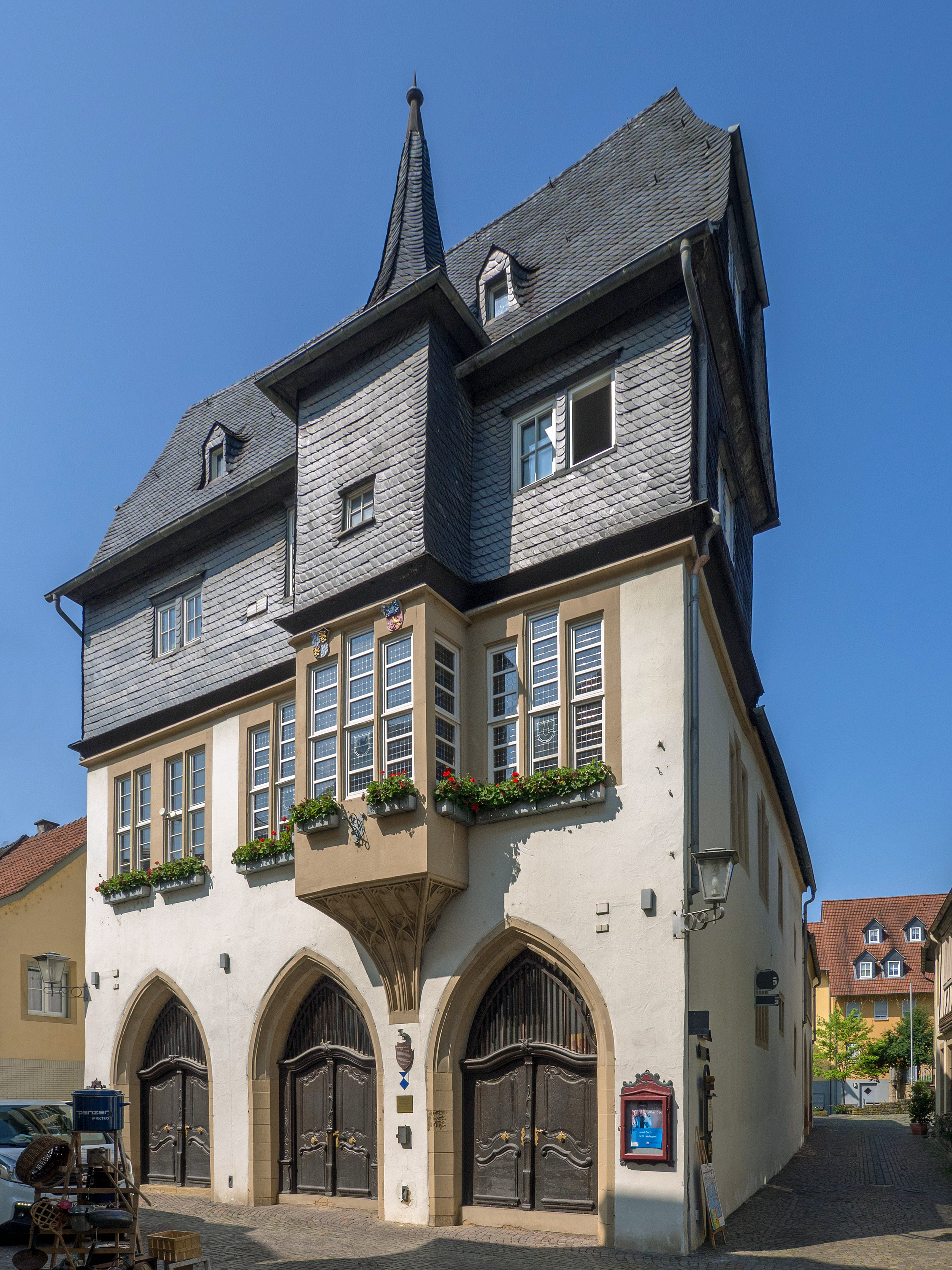
Rathaus
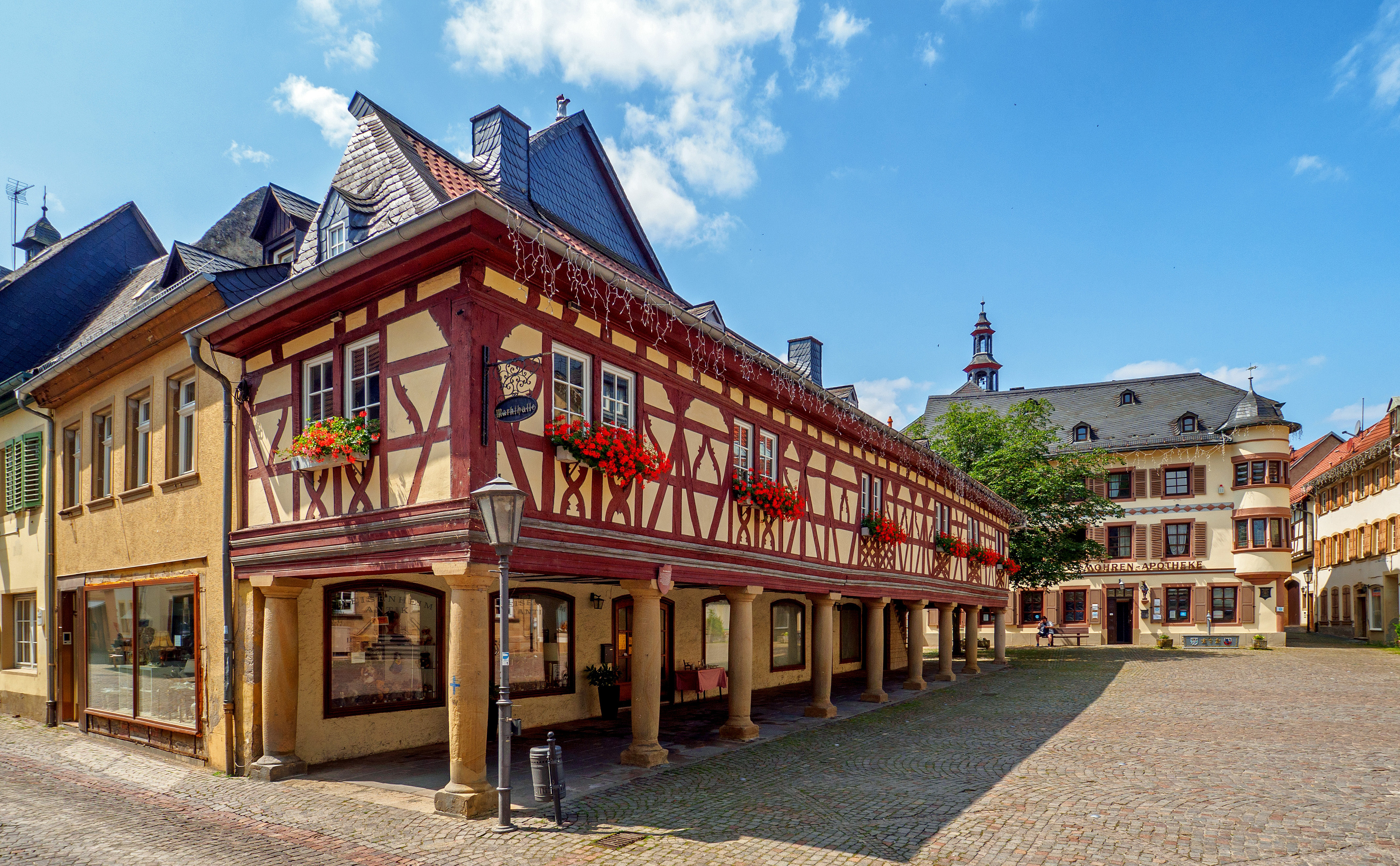
Markthalle und Mohren-Apotheke
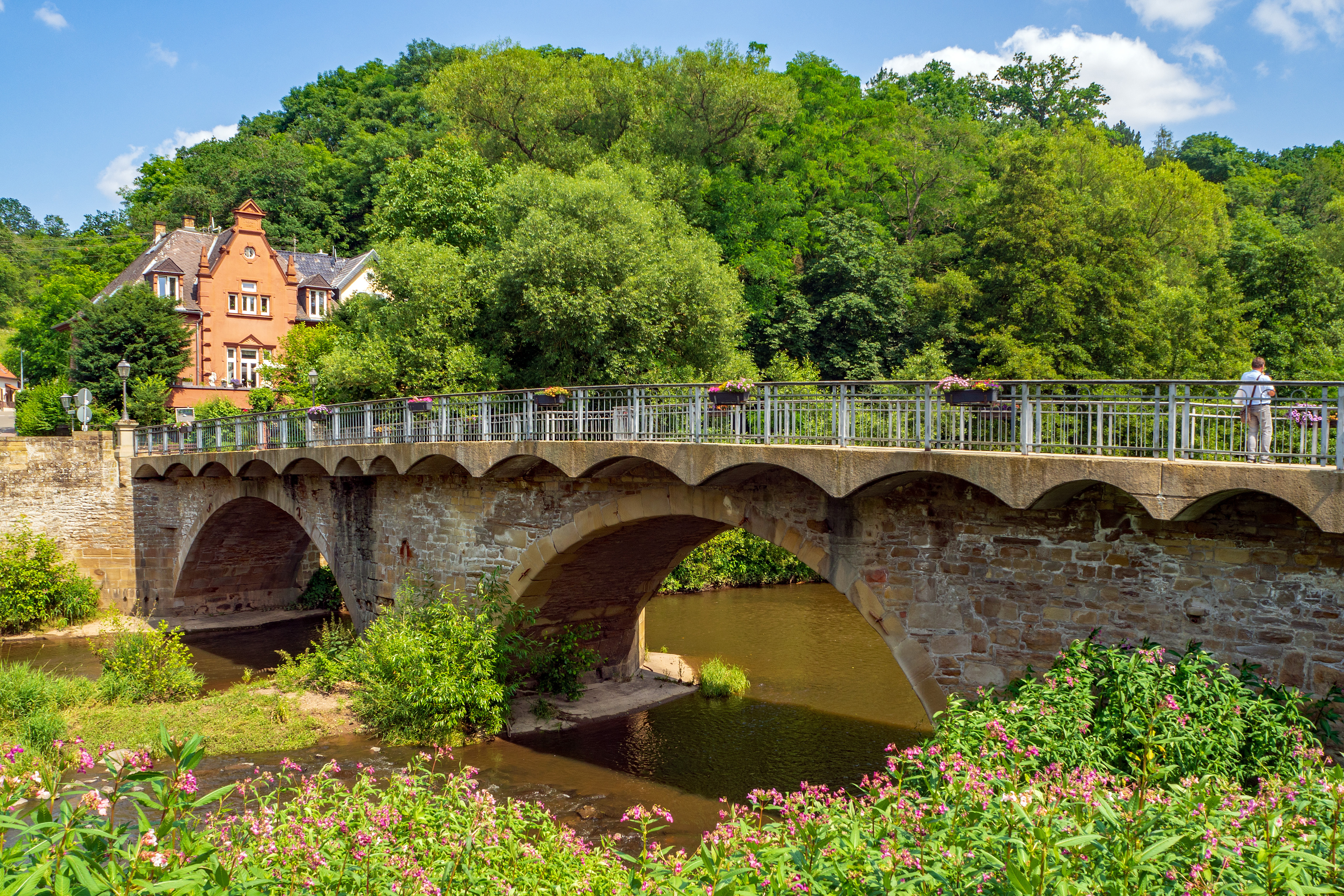
Glanbrücke
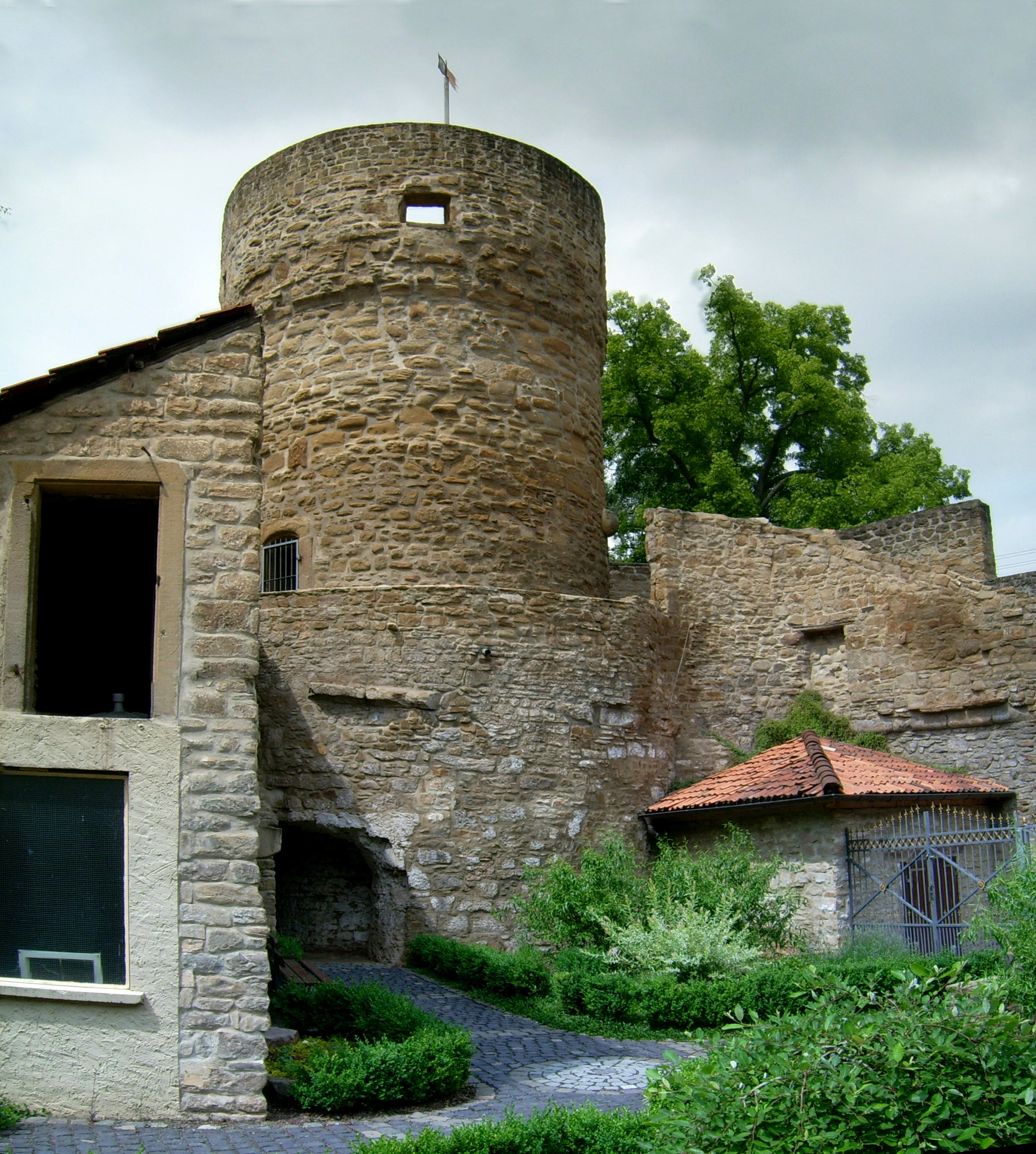
Bürgerturm mit Teil der Stadtmauer